# Company (comédie musicale)
Pour les articles homonymes, voir Company.
Company est une comédie musicale américaine de Stephen Sondheim et George Furth
créée à Broadway en 1970.
Il s'agit de l'un des premiers exemples de concept musical (en), c'est-à-dire de comédie musicale où les thèmes et la caractérisation des personnages prennent le dessus sur l'intrigue. Les scènes sont ainsi présentées non linéairement ; certaines sont même répétées de manière apparemment contradictoire. Company est aujourd'hui souvent considéré comme l'un des chefs-d'œuvre de Stephen Sondheim, et l'une des meilleures comédies musicales de Broadway.

## Résumé
Cette section se fonde sur le livret dans sa version de 1996, la plus communément utilisée.

### Argument
Cinq couples mariés organisent une fête surprise pour leur ami commun Robert (dit Bobby), célibataire charmant et volage, à l'occasion de son trente-cinquième anniversaire. Au fil de la soirée, l'indécision de Bobby quant à son célibat et son désir hésitant de fonder une famille refont progressivement surface.
La pièce alterne des saynètes présentées sans ordre chronologique, chacune envisageant un aspect du mariage à travers l'un des couples amis de Bobby ; ces saynètes sont elles-mêmes entrecoupées de variations autour de la soirée d'anniversaire où, selon le cours des événements, Bobby fait à chaque fois un vœu différent en soufflant les bougies de son gâteau,.

### Acte I
En rentrant chez lui, Robert, dit Bobby, est surpris par plusieurs de ses amis qui lui fêtent son anniversaire. Il vient en effet d'avoir trente-cinq ans, et est toujours célibataire, contrairement à ses différents amis regroupés en cinq couples. Ceux-ci entretiennent une étroite amitié avec Bobby, qu'ils appellent sans cesse pour l'inviter à dîner, lui demander des nouvelles, lui souhaiter bonne année ou encore lui confier leurs enfants. Bobby doit s'y prendre à deux fois pour souffler ses bougies, ce qui invalide son vœu ; néanmoins, comme il se considère déjà comblé, il affirme ne pas en avoir fait (Company). 
Sans transition, le décor change : Bobby rend visite à Harry et Sarah. Dans ce couple explosif, la communication passe presque exclusivement par des reproches passifs-agressifs : le premier, alcoolique, est en sevrage, tandis que la seconde, boulimique, est au régime, et tous deux ne manquent jamais d'afficher les petits défauts de l'autre. Face à ces disputes, Bobby se montre effacé et ne prend la parole que poser des questions. Harry se moque de l'obsession de Sarah pour les magazines aux sujets divers. Par provocation, Sarah accepte de faire une démonstration de karaté, sport qu'elle a justement appris par magazine ; ce combat devient l'occasion d'une réflexion sur les petites activités quotidiennes engagées en couple (The Little Things You Do Together). Interrogé par Bobby, Harry avoue regretter son mariage pour les compromis et les disputes qu'il provoque, et dans le même temps s'en féliciter car il le rend vraiment heureux (Sorry-Grateful).
Bobby est ensuite invité chez Peter et Susan, un couple moderne et idéal qui paraît néanmoins insatisfait de sa situation. Les deux époux révèlent finalement à Bobby, au détour de la conversation, leur décision de divorcer.
Dans la scène suivante, Bobby fume un joint en compagnie de David et Jenny. Le premier est d'un naturel décontracté ; la seconde est coincée, mal assurée, et refuse de s'avouer affectée par la drogue. Il s'avère finalement qu'elle n'apprécie pas cette expérience, mais prétend le contraire pour faire plaisir à son mari. La conversation se détourne bientôt sur le sujet du mariage : David et Jenny demandent à leur ami quand il compte s'y résoudre. Celui-ci répond évasivement, mais se déclare tout de même prêt à cette perspective ; il évoque notamment trois jeunes femmes qu'il fréquente, April, Marta et Kathy. Toutes trois apparaissent alors sur scène et se livrent à une grande diatribe, dénonçant l'incapacité de Bobby à s'engager (You Could Drive A Person Crazy).
Les cinq époux apparaissent ensuite sur scène : ils proposent à Bobby de lui présenter une fille, et l'interrogent sur les raisons qui pourraient le pousser à se marier (Have I Got A Girl For You) ; il répond en décrivant la femme qu'il recherche, idéale, lointaine, et qui combinerait les différentes qualités de ses amies (Someone Is Waiting). 
Bobby se rend à trois rendez-vous amoureux, avec chacune de ses trois conquêtes apparues précédemment (Another Hundred People). La première, April, est une hôtesse de l'air douce mais inintelligente, qui n'a aucune prise sur sa propre vie. La seconde, Kathy, est une vieille connaissance de Bobby ; tous deux envisageaient le mariage, mais aucun n'est parvenu à concrétiser ce projet. Convaincue qu'il est temps pour elle de quitter New York, Kathy annonce finalement son mariage avec un autre et laisse Bobby seul. La troisième, Marta, est une jeune bohème fantasque, amoureuse de New York et de son activité tourbillonnante.
Bobby se retrouve au mariage de Paul et Amy. Alors que le chœur chante des hymnes de joie, Amy exprime en tirades désespérées son angoisse intense à l'idée de se marier (Getting Married Today). Son futur époux, Paul, est juif ; tendre et sincère, il est éperdument amoureux d'elle et ne cache pas son impatience avant la cérémonie. Amy, elle, est catholique, criblée de doutes, et de plus en plus persuadée que le mariage n'est pas fait pour elle. Malgré les encouragements de son promis, elle se décide finalement à annuler la cérémonie. Paul quitte la scène, dépité ; alors Bobby, sur un coup de tête, demande Amy en mariage. Stupéfaite, elle le remercie mais refuse et se résout à rejoindre Paul, dont elle s'avoue finalement amoureuse.
Saisi par l'émotion, Bobby fait le vœu d'une personne qu'il pourrait aimer sincèrement mais sans trop d'exigences (Marry Me A Little). 

### Acte II
Les amis de Bobby sont de nouveau réunis pour lui fêter son anniversaire. Il rate encore une fois son soufflement, mais n'a de toute façon fait aucun vœu : il se plaît dans son rôle de compagnon de ses amis mariés (Side By Side By Side), qui le lui rendent bien (What Would We Do Without You). Toutefois, c'est à cette occasion que la réalité du célibat frappe Bobby : dans la grande chorégraphie d'ensemble qui accompagne le numéro, il n'a personne avec qui danser.
Bobby invite April à son appartement. Elle passe un certain temps à admirer les lieux, puis raconte spontanément une anecdote impliquant un cocon de papillon qu'elle a recueilli chez elle. Bobby renchérit avec l'histoire – sans aucun rapport – d'une de ses conquêtes passées, manifestement dans le seul but d'exciter April. Ils couchent ensemble. Aussitôt, les cinq épouses reprochent à Bobby de ne fréquenter que des femmes médiocres, et s'attristent de le voir seul (Poor Baby). Dans certaines productions, cette scène est suivie d'un numéro de danse de Kathy, entrecoupé par les pensées de Bobby et d'April au lit (Tick Tock). Au réveil, April doit partir pour Barcelone et Bobby, par jeu, la supplie de rester ; néanmoins quand elle décide effectivement de rester, il regrette amèrement son insistance (Barcelona).  
Bobby rend de nouveau visite à Peter et Susan pour leur présenter Marta. S'ils ont bel et bien divorcé, ils vivent toujours ensemble : Peter, homme de responsabilités, se refuse à abandonner sa femme et ses enfants. Bobby et Marta manifestent leur incompréhension face à ce compromis saugrenu. Seul avec Bobby, Peter lui confie sa vision très libérale de l'homosexualité et finit par lui faire ouvertement des avances. Bobby le prend à tort pour une plaisanterie.
Après une soirée bien arrosée, Larry et Joanne, accompagnés de Bobby, entrent dans une boîte de nuit. Larry n'hésite pas à se lancer dans une danse effrénée, ce que Joanne, femme cynique d'un âge déjà mûr, observe avec révulsion. Elle a déjà divorcé deux fois et n'entretient plus aucune illusion sur le mariage. S'enivrant de plus en plus, elle dénigre continuellement Larry et reproche à Bobby de laisser sa propre vie s'écouler, sans y prendre part active. Elle porte un toast grinçant à toutes les bonnes ménagères engoncées dans leur quotidien, et notamment à celles qui, comme elle-même, critiquent et se moquent des autres pour oublier leur propre médiocrité (The Ladies Who Lunch). Larry explique que l'amertume de sa femme n'est qu'un jeu social et qu'en l'absence de Bobby, elle est une autre femme ; malgré tout, il continue de l'aimer. Il part ensuite payer l'addition. En son absence, Joanne propose à Bobby d'entamer une liaison avec elle. Elle assure qu'elle prendra soin de lui ; Bobby demande alors de qui il pourra prendre soin, lui. Cette question surprend Joanne ; au retour de Larry, elle quitte les lieux en affirmant avoir rendu un grand service à quelqu'un.
Se retrouvant seul, Bobby s'interroge sur les bénéfices du mariage . Il y voit d'abord une contrainte, un fardeau – celui de l'autre qui impose sa présence et trouble le quotidien ; puis, petit à petit, soutenu par les couples, il infléchit sa vision des choses, et reçoit comme une épiphanie : le mariage est un compromis nécessaire, celui d'avoir quelqu'un à ses côtés pour aider à avancer et à survivre envers et contre tout (Being Alive). 
Les couples se retrouvent à la porte de l'appartement : ils ont attendu plus de deux heures, mais Bobby n'est pas venu. Ils se demandent où il peut être, mais commencent à comprendre qu'il a besoin d'être seul et de vivre sa vie de lui-même. Après avoir lancé un dernier « joyeux anniversaire » sans enthousiasme, ils se dispersent. Bobby réapparaît et souffle ses bougies,,.

## Fiche technique
- Titre original : Company
- Livret : George Furth
- Lyrics et musique : Stephen Sondheim
  - Orchestrations : Jonathan Tunick
  - Direction musicale : Harold Hastings (en)
- Mise en scène : Harold Prince
- Chorégraphie : Michael Bennett
- Décors : Boris Aronson
- Costumes : D. D. Ryan
- Production : Harold Prince
- Nombre de représentations : 705
- Date de la première : 26 avril 1970
- Date de la dernière : 1er janvier 1972
- Lieu des représentations : Alvin Theatre, Broadway

## Distribution originale
(sélection, par ordre alphabétique)
- Barbara Barrie : Sarah
- Charles Braswell : Larry
- Susan Browning : April
- George Coe : David
- John Cunningham : Peter
- Steve Elmore : Paul
- Beth Howland : Amy
- Dean Jones, puis Larry Kert : Robert (1970)
- Charles Kimbrough : Harry
- Merle Louise : Susan
- Donna McKechnie : Kathy
- Pamela Myers (en) : Marta
- Teri Ralston : Jenny
- Elaine Stritch (1970-1971), puis Jane Russell (1971), puis Vivian Blaine (1971-1972) : Joanne

## Numéros musicaux
Acte I
- Company (Robert et Ensemble)
- The Little Things You Do Together (Joanne et Ensemble)
- Sorry-Grateful (Harry, David et Larry)
- You Could Drive a Person Crazy (Kathy, April et Marta)
- Have I Got a Girl for You (Larry, Peter, Paul, David et Harry)
- Someone is Waiting (Robert)
- Another Hundred People (Marta)
- Getting Married Today (Amy, Paul, Choriste et Ensemble)

Acte II
- Side By Side By Side/What Would We Do Without You (Robert et Ensemble)
- Poor Baby (Joanne, Susan, Amy, Jenny et Sarah)
- Tick Tock (Kathy)
- Barcelona (Robert et April)
- The Ladies Who Lunch (Joanne)
- Being Alive (Robert et Ensemble)

## Reprises principales
- 1972 :  Her Majesty's Theatre de Londres, avec Elaine Stritch (Joanna), Larry Kert (Robert), Marti Stevens (Sarah) et Julia McKenzie (April) - création anglaise
- Broadway :
  - 1993 : Vivian Beaumont Theatre
  - 1995 :  Criterion Center Stage Right, avec Boyd Gaines et Debra Monk
  - 2006-2007 : Ethel Barrymore Theatre, avec Raúl Esparza
  - 2021 : Bernard B. Jacobs Theatre
- 2011 : Lincoln Center for the Performing Arts de New York, avec Neil Patrick Harris, Patti LuPone, Christina Hendricks, Stephen Colbert, Anika Noni Rose, mise en scène de Lonny Price (captation vidéo)

## Distinctions

### Récompenses
- Tony Awards 1971 :  
  - Meilleure comédie musicale pour Harold Prince
  - Meilleur livret de comédie musicale pour George Furth
  - Meilleure partition originale (musique et lyrics) pour Stephen Sondheim
  - Meilleurs décors pour Boris Aronson
  - Meilleure mise en scène d'une comédie musicale pour Harold Prince
- Drama Desk Awards 1970 : 
  - Meilleur livret de comédie musicale pour George Furth
  - Meilleure partition originale (musique et lyrics) pour Stephen Sondheim
  - Meilleurs décors pour Boris Aronson
  - Meilleure mise en scène d'une comédie musicale pour Harold Prince
- Theatre World Awards 1970 : révélation féminine pour Susan Browning
- Grammy Hall of Fame Award en 2008 pour l'enregistrement de la distribution originale à Broadway sur un album sorti en 1970 sur le label discographique Columbia Records[4].

### Nominations
- Tony Awards 1971 : 
  - Meilleur acteur dans une comédie musicale pour Larry Kert
  - Meilleure actrice dans une comédie musicale pour Susan Browning et Elaine Stritch
  - Meilleur acteur de second rôle dans une comédie musicale pour Charles Kimbrough
  - Meilleure actrice de second rôle dans une comédie musicale pour Barbara Barrie et Pamela Myers (en)
  - Meilleure chorégraphie pour Michael Bennett ;
  - Meilleures lumières pour Robert Ornbo